# Hildegard Wieselgren
Hildegard Gertrud Wieselgren, född den 18 mars 1876 i Ljungarums församling, Jönköpings län, död den 18 februari 1944 i Lund, var en svensk översättare.
Hildegard Wieselgren var dotter till Sigfrid Wieselgren. Hon gifte sig 1899 med sin kusin civilingenjören Ragnar Wieselgren (1868–1927) och fick med honom sonen professor Per Wieselgren (1900–1988).
Den första skrift där hennes namn återfinns är Some Swedish poems, utgiven i Stockholm 1909, med bland annat Karlfeldt-dikter i översättning från svenska till engelska. Det var emellertid som översättare i den andra riktningen hon huvudsakligen var verksam; mellan 1918 och 1940 översatte hon runt 70 böcker från engelska av några av dåtidens populära författare, inte minst Freeman Wills Crofts (22 böcker mellan 1927 och 1940).
Makarna Wieselgren är begravda på Lidingö kyrkogård.

## Översättningar (urval)
- John Buchan: Afrikas siste konung (Åhlén & Åkerlund, 1918
- Willa Cather: Hell, banbrytare! (Fritze, 1919)
- George A. Birmingham: De försvunna stammarna (Fritze, 1919)
- Edith Wharton: Månstrålar (The glimpses of the moon) (Skoglund, 1923)
- A. S. M. Hutchinson: Om vintern råder (If winter comes) (Bonnier, 1923)
- Elinor Glyn: Sex dagar (1924)
- Harry Hamilton Johnston: Gay-Dombeys (Bonnier, 1924)
- Cecil Roberts: Segel i sol (Skoglund, 1925)
- John Paris: Banzai (Hurra!) (Skoglund, 1926)
- William J. Locke: I månsken och andra noveller (Skoglund, 1926)
- George R. Preedy (pseudonym för Gabrielle Margaret Vere Long): General Crack (General Crack) (Skoglund, 1929)